# Eucteniza
Genre
Synonymes
- Enrico O. Pickard-Cambridge, 1895
- Favila O. Pickard-Cambridge, 1895
- Astrosoga Chamberlin, 1940

Eucteniza est un genre d'araignées mygalomorphes de la famille des Euctenizidae.

## Distribution

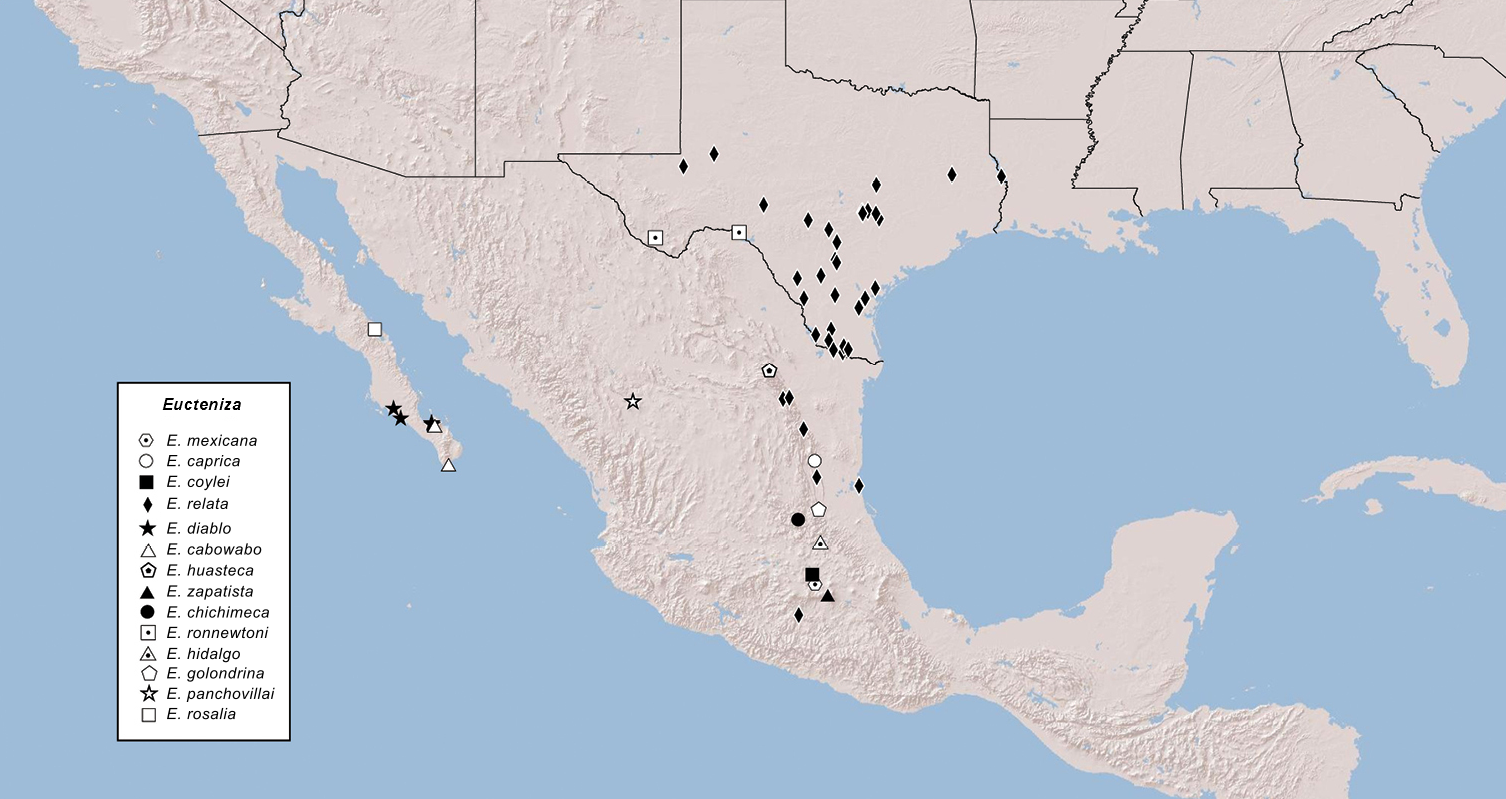
Distribution

Les espèces de ce genre se rencontrent au Mexique et dans le Sud-Ouest des États-Unis.

## Liste des espèces
Selon World Spider Catalog (version 25.0, 28/05/2024) :
- Eucteniza cabowabo Bond & Godwin, 2013
- Eucteniza caprica Bond & Godwin, 2013
- Eucteniza chichimeca Bond & Godwin, 2013
- Eucteniza coylei Bond & Godwin, 2013
- Eucteniza cuixmala Valdez-Mondragón & Jiménez, 2024
- Eucteniza diablo Bond & Godwin, 2013
- Eucteniza golondrina Bond & Godwin, 2013
- Eucteniza hidalgo Bond & Godwin, 2013
- Eucteniza huasteca Bond & Godwin, 2013
- Eucteniza mexicana Ausserer, 1875
- Eucteniza panchovillai Bond & Godwin, 2013
- Eucteniza relata (O. Pickard-Cambridge, 1895)
- Eucteniza ronnewtoni Bond & Godwin, 2013
- Eucteniza rosalia Bond & Godwin, 2013
- Eucteniza zapatista Bond & Godwin, 2013

## Systématique et taxinomie
Ce genre a été décrit par Ausserer en 1875 dans les Theraphosidae. Il est placé dans les Euctenizidae par Raven en 1985.
Favila a été placé en synonymie par F. O. Pickard-Cambridge en 1897.
Enrico et Astrosoga ont été placés en synonymie par Bond et Opell en 2002.

## Publication originale
- Ausserer, 1875 : « Zweiter Beitrag zur Kenntniss der Arachniden-Familie der Territelariae Thorell (Mygalidae Autor). » Verhandlungen der kaiserlich-königlichen zoologisch-botanischen Gesellschaft in Wien, vol. 25, p. 125-206 (texte intégral).